# دوري كرة القاعدة الرئيسي 2002
دوري كرة القاعدة الرئيسي 2002 (بالإنجليزية: 2002 Major League Baseball season)‏ هو الموسم 100 من  دوري كرة القاعدة الرئيسي. أقيم خلال الفترة 2002 وحتى 27 أكتوبر 2002، وأشرف على تنظيمه دوري كرة القاعدة الرئيسي، وكان عدد الأندية المشاركة فيه  30، وفاز فيه لوس أنجلوس آنجلز لأنهايم.